# Herbert Bowden
Herbert William Bowden, Baron Aylestone CH CBE PC (* 20. Januar 1905 in Cardiff, Wales; † 30. April 1994 in Worthing, West Sussex, England) war ein britischer Politiker der Labour Party.

## Biografie
Bowden begann seine politische Laufbahn zunächst in der Kommunalpolitik und war von 1938 bis 1945 Mitglied des Stadtrates von Leicester. Während des Zweiten Weltkrieges leistete er seinen Militärdienst in der Royal Air Force.
Nach Kriegsende wurde er bei den Unterhauswahlen 1945 erstmals zum Mitglied in das Unterhaus (House of Commons) gewählt und vertrat dort zunächst bis 1950 den Wahlkreis Leicester South sowie anschließend zwischen 1950 und 1967 den Wahlkreis Leicester South West.
Zunächst war er im Kabinett von Clement Attlee Parlamentarischer Privatsekretär von 1947 bis 1949, anschließend Assistent des Parlamentarischen Geschäftsführers (Assistent Whip) der Labour Party sowie zwischen 1950 und 1951 Lord Commissioner to the Treasury. Während der anschließenden 13-jährigen Oppositionszeit war er von 1951 bis 1964 Whip und damit Parlamentarischer Geschäftsführer der Labour Party im Unterhaus.
Nach dem Wahlsieg der Labour Party bei den Unterhauswahlen 1964 wurde er von Premierminister Harold Wilson zum Lord President of the Council in dessen Kabinett berufen und war als solcher zwischen 1964 und 1966 auch Leader of the House of Commons. Nach einer Kabinettsumbildung war er anschließend von 1966 bis 1967 Minister für Angelegenheiten des Commonwealth of Nations.
Nach seinem Ausscheiden aus dem Unterhaus wurde er am 20. September 1967 als Life Peer in den Adelsstand erhoben und gehörte als Baron Aylestone, of Aylestone in the City of Leicester, bis zu seinem Tod dem Oberhaus (House of Lords) als Mitglied an. Darüber hinaus war er zwischen 1967 und 1972 Vorsitzender der Aufsichtsbehörde für das unabhängige Fernsehen (Independent Television Authority).